# 初瀬郵便局
初瀬郵便局（はせゆうびんきょく）は、奈良県桜井市にある郵便局。民営化前の分類では無集配特定郵便局であった。

## 概要
- 住所：〒633-0112 奈良県桜井市初瀬869
  - かつては桜井市内を桜井郵便局と三輪郵便局と共に担う集配郵便局だったが、民営化前の集配郵便局再編の際に当局の集配業務は桜井郵便局へ移管し、無集配特定郵便局となった。

## 沿革
- 2007年（平成19年）3月5日 - 桜井郵便局へ「633-01xx」区域（桜井市東部山間部区域）の集配業務を移管しゆうゆう窓口も廃止[1]。
- 2007年（平成19年）10月1日 - 民営化。
- 2012年（平成24年）10月1日 - 日本郵便株式会社発足。
- 2022年（令和4年）12月5日-桜井市初瀬870から桜井市初瀬869へ移転。

## 取扱内容
- 郵便、印紙、ゆうパック、内容証明
- 貯金、為替、振替、振込、国際送金、国債、投資信託
- 生命保険、バイク自賠責保険、自動車保険
- ゆうちょ銀行ATM（ホリデーザービス実施、南都銀行ATM設置局）

## 風景印
- 図柄は長谷寺登廊と牡丹。局名表記は「奈良　初瀬」
- 使用開始日は1954年10月12日

## 周辺
- 長谷寺
- 長谷寺温泉
- 廊坊家住宅
- 太寅寿司
- 額田王歌碑
- Kマート長谷寺店

## アクセス
- 近鉄大阪線 長谷寺駅徒歩約8分
- 奈良県道38号沿い
- 駐車場あり：3台